# 広島県道60号大和福富線
広島県道60号大和福富線（ひろしまけんどう60ごう だいわふくとみせん）は、広島県三原市から東広島市に至る県道（主要地方道）である。

## 概要
三原市大和町上草井（かみぐさい）と東広島市福富町久芳（くば）を結ぶ。

### 路線データ
- 起点：三原市大和町上草井（国道486号交点）
- 終点：東広島市福富町久芳・久芳交差点（国道375号〔国道486号重用〕・広島県道340号下竹仁久芳線交点）
- 総延長：約9.37 km
- 実延長：総延長に同じ

## 歴史
- 1993年（平成5年）5月11日 - 建設省から、県道久井福富線の一部が大和福富線として主要地方道に指定される[1]。
- 1994年4月1日 - 広島県告示第406号により認定される。
- 2005年2月7日 - 賀茂郡福富町と本路線の沿線に存在した賀茂郡豊栄町が東広島市に編入されたことに伴い終点の地名表記が変更される（賀茂郡福富町久芳→東広島市福富町久芳）。
- 2005年3月22日 - 賀茂郡大和町が豊田郡本郷町・御調郡久井町とともに三原市と対等合併したことに伴い起点の地名表記が変更される（賀茂郡大和町上草井→三原市大和町上草井）。

## 路線状況

### 重用区間
- 広島県道347号河戸豊栄線（東広島市豊栄町能良 地内）

## 地理

### 通過する自治体
- 三原市
- 東広島市

### 交差する道路
| 交差する道路                                       | 市町村名 | 交差する場所               | 交差する場所      |
| -------------------------------------------------- | -------- | -------------------------- | ----------------- |
| 国道486号                                          | 三原市   | 大和町上草井（かみぐさい） | 起点              |
| 広島県道347号河戸豊栄線 重複区間起点               | 東広島市 | 豊栄町能良                 |                   |
| 広島県道347号河戸豊栄線 重複区間終点               | 東広島市 | 豊栄町能良                 |                   |
| 広島県道342号別府河内線                            | 東広島市 | 豊栄町能良                 |                   |
| 国道375号 国道486号 重複 広島県道340号下竹仁久芳線 | 東広島市 | 福富町久芳（くば）         | 久芳交差点 / 終点 |